# 愛国啓蒙運動
愛国啓蒙運動（あいこくけいもううんどう、朝鮮語: 애국계몽운동 / 愛國啓蒙運動）とは、大韓帝国末期の国権回復を目的とする抗日運動。

## 歴史
張志淵や朴殷植などが中心となり、日露戦争後、1905年（明治38年）11月の第二次日韓協約により事実上日本の保護国となった朝鮮で、国権の回復のため、国民の愛国心向上と教育や産業の振興に努めた。
1910年（明治43年）8月の韓国併合条約に伴いこれらの活動が禁止され、団体は解散された。